# Halcampaster teres
Halcampaster teres är en havsanemonart som beskrevs av Oscar Henrik Carlgren 1938. Halcampaster teres ingår i släktet Halcampaster och familjen Halcampidae. Inga underarter finns listade i Catalogue of Life.